# Tohudan
Tohudan is een bestuurslaag in het regentschap Karanganyar van de provincie Midden-Java, Indonesië. Tohudan telt 5687 inwoners (volkstelling 2010).